# Azra (nome)
Azra è un nome proprio di persona femminile usato in svariate lingue, fra cui arabo, bosniaco, persiano, turco e urdu; è scritto عذراء in alfabeto arabo e عذرا in alfabeto persiano.

## Origine e diffusione
Riprende un termine arabo che vuol dire "vergine". Il nome è in parte di tradizione letteraria, essendo portato dalla protagonista femminile della storia romantica di Wamiq e Azra.

## Persone
- Azra Akın, modella turca naturalizzata olandese